# 日本の侵略的外来種ワースト100
日本の侵略的外来種ワースト100（にほんのしんりゃくてきがいらいしゅワーストひゃく）とは、日本生態学会が定めた日本の外来種の中でも、特に生態系や人間活動への影響が大きい生物のリストである。

## 概要
日本生態学会は、2003年に創立50周年を迎えるにあたり『外来種ハンドブック』を記念出版することにした。その付録資料として選定されたのが、本稿に掲げた「日本の侵略的外来種ワースト100」である。
「特定外来生物による生態系等に係る被害の防止に関する法律」成立の前年にあたり、外来種対策に関する法体系が整えられていなかったことから、学会が提唱する生物多様性の保全を実現するにあたって、有効な外来種対策を実施するために優先的に取り扱うべき「侵略的外来種」への社会的関心を喚起することを目的とした。監修者はこのワースト100を「仮のリスト」として提示しており、今後は影響の大きさを科学的に評価・考察し、100種の枠に捉われず、特に対策を優先すべきものを決定することを望んでいる。
選定法は、外来種ハンドブック編集委員が、担当分類群の中から、特に影響が大きいと考えられる掲載種から候補を挙げた。
- 哺乳類：池田透
- 鳥類：石田健・江口和洋
- 爬虫類と両生類：太田英利
- 陸水域魚類：中井克樹
- 海産汽水産生物と非海産無脊椎動物：岩崎敬二
- 昆虫類：桐谷圭治、
- 植物：角野康郎
- 寄生生物：五箇公一
- 島嶼生物：冨山清升

候補は、日本で影響が認められている種に限らず、世界で影響が知られている種、大きな影響が予測できる種を含め「必ず選定すべきもの」と「選定することが望ましいもの」の2段階に分けていた。候補の合計は120種ほどになった。この候補から監修者（村上興正・鷲谷いづみ）の判断のもと、仮ワースト100を選定した。
- 『外来種ハンドブック』 362頁 日本生態学会（編集）・村上興正・鷲谷いづみ（監修）

以下に、指定された生物を列挙する。

## 哺乳類
10種選定された。ネコ目が半数の5種を占め、ウシ目2種が続く。サル目・ネズミ目・ウサギ目各1種。
なお、選定当時は日本に移入されたフイリマングースはジャワマングースの亜種と見なされていたが、のちに別種と判明している。本項では選定当時のジャワマングース名義で述べる。
| 和名・学名 位置付                                                      | 出自・原産地→侵入地                           | 被害の現状 | 画像       |
| ---------------------------------------------------------------------- | --------------------------------------------- | --- | ---------- |
| アライグマ Procyon lotor 特定外来生物                                  | 北アメリカ→ほぼ本土全域                       | 1962年（昭和37年）に犬山市で動物園からの逸出個体が定着したが、1970年代のペットブーム以降の遺棄が、全国的に広がった原因である。岩手県・秋田県・高知県・宮崎県・鹿児島県を除く全国で野生化が確認される。雑食性であると同時に成獣は非常に凶暴なため、動物相・植物相の食害が発生し、家畜やペット、ヒトも稀に襲われる。ヒトに寄生すると死に至ることもあるアライグマ回虫を媒介する。                                                                                    |            |
| イノブタ Sus scrofa 世界ワースト100                                    | 飼育下→全土、特に北海道                       | 食肉の改良を目的として1970年（昭和45年）に和歌山県畜産試験場がイノシシとブタを交雑させた。北海道では足寄町の畜舎から逸出した個体が道東に定着している。食性がイノシシと大差なく、イノシシより多産のため、従来イノシシが土着していなかった道東では農作物や植物相の食害が危惧される。本土では原種のニホンイノシシによる食害が増えているが、東日本大震災以後に牧場から逸出したイノブタ増殖が福島県浜通りで確認されている。                                            |            |
| カイウサギ Oryctolagus cuniculus 世界ワースト100                       | 地中海周辺→離島                               | 本土には江戸時代に毛皮用としてオランダから輸入され、現代ではペットとして輸入されている。離島で遺棄されたペットや放棄された毛皮・食肉用家畜が野生化し、植物相を破壊している。渡島大島・七ツ島・沖ノ島・地内島・宇治群島など離島のほか、瀬戸内海の家島諸島や大久野島など、ノウサギと競合しない島では占有傾向にある。 |            |
| タイワンザル Macaca cyclopis 特定外来生物                              | 台湾→伊豆大島・南伊豆町・下北郡・和歌山県北部 | 局地的に分布しており、伊豆大島では1940年（昭和15年）頃に野生化、和歌山県では1950年（昭和25年）頃に閉園した動物園から逸出、南伊豆町では1964年（昭和39年）に観光施設が購入した個体が逸出。近縁種のニホンザルとの交雑が危惧される。最北端のニホンザル自生地に近い下北地方で1975年（昭和50年）に野生化が確認されたために駆除活動が展開され、下北から駆除された。 |            |
| チョウセンイタチ Mustela sibirica                                      | 東アジア・対馬→西日本                         | 国内では対馬のみに自然分布していたが、1930（昭和5） - 1945年（昭和20年）頃に西日本で毛皮採集のため移入した個体が各地で逸出し、西日本全体に分布を拡大した。国内固有種のニホンイタチとは生活圏が重複し、西日本では優勢となっている。ニホンイタチと同様に小動物を襲うため、動物相に深刻な変化を与え、家屋に糞害を起こす。 |            |
| ニホンイタチ Mustela itatsi                                            | 北海道を除く本土→北海道・離島                 | 本土では西日本でチョウセンイタチの増殖や環境の激変で数を減らしているが、本来土着していなかった北海道や伊豆諸島・五島列島・佐渡島・沖縄諸島では侵略種となる。貨物に紛れて1880年（明治13年）に北海道へ上陸したものは意図的ではないが、離島の侵略個体は毛皮採取やネズミ駆除などを目的とした人為的な移入である。土着の小型動物を捕食し、動物相に深刻な変化を与え、家屋に糞害を起こす。                                                                                |            |
| ヌートリア Myocastor coypus 世界の侵略的外来種ワースト100 特定外来生物 | 南アメリカ→本州中部                           | 1939年（昭和14年）に毛皮採取のため導入されたが、主に大日本帝国陸軍に納入されたため、日本軍解体とともに遺棄されたものが定着した。愛知県から広島県にかけての本州中部を中心に生息する。河川や溜池に生息し、水中の水草や周辺の農産物を食害する。水際に穴を掘って巣を作るため、堤防や法面、畔などの決壊や崩壊を招く。 | ヌートリア |
| ノネコ Felis catus 世界ワースト100                                     | 中近東→飼育下→全国                            | ネズミ駆除と愛玩のために導入された。日本に渡来した最古の記録は884年（元慶8年）の遣唐使に遡る。イヌと並んで現在でも人気のあるペットであると同時に全国で大量の遺棄が発生し、繁殖力も非常に強く対応が全く追いつかないため、殺処分が推進されても減少に至らない。肉食性のため、小動物・鳥類を好んで捕食し、動物相に深刻な変化を与える。 |            |
| ジャワマングース Herpestes javanicus 特定外来生物 世界ワースト100      | インド→沖縄本島・奄美大島                     | 1910年（明治43年）にハブ駆除のため沖縄本島に放たれ、本島全域に土着した。同様に奄美大島でも1979年（昭和54年）に放たれた。期待されたハブの捕食は活動時間帯の違いから極めて少なく、より食物連鎖の階層の低い小動物を襲って動物相に深刻な変化を与える。沖縄本島にはヤンバルクイナ、奄美大島にはアマミノクロウサギが生息するため、マングースによる食害が危惧される。奄美大島では2018年の1頭を最後に捕獲が確認されなかったことから、2024年9月3日に根絶宣言が発せられた。 |            |
| ヤギ Capra aegagrus 世界ワースト100                                    | 中近東→家畜→離島                              | 1930年代以降に家畜として離島に移入されたものが過疎化や逸出などによる畜産放棄によって野生化した。小笠原諸島・八丈島・馬渡島・五島列島・宇治群島・屋久島・トカラ列島・奄美大島・徳之島・沖縄諸島・西表島・魚釣島で島全体の植物相を崩壊させるほどの食害を引き起こし、表土流出によるサンゴ礁破壊や漁場汚染（海洋汚染）を招いているといわれる。 |            |

## 鳥類
| 和名・学名 位置付                         | 出自・原産地→侵入地                             | 被害の現状 | 画像 |
| ----------------------------------------- | ----------------------------------------------- | --- | ---- |
| ガビチョウ Garrulax canorus 特定外来生物  | 東南アジア→九州・島根県・本州太平洋岸・中央高地 | 独特の大きいさえずりが中国では好まれ、江戸時代頃から愛玩鳥として輸入が始まった。1970年代に大量輸入されたが、日本ではさえずりが騒音として好まれず、遺棄された個体が野生化した。鹿児島を除く九州、宮城県から愛知県にかけての太平洋岸と中央高地、島根県に定着する。穀物など植物の食害と大音量のさえずりが問題視される。                               |      |
| コウライキジ Phasianus colchicus          | ユーラシア大陸→全土、特に北海道                 | ニホンキジはコウライキジの亜種と見なす説があるほど近縁で、容易に交雑する。対馬では江戸時代後期に移入された。狩猟対象として1919年に農林省鳥獣実験所で飼育され、全国に放たれた。ニホンキジとの競合・交雑が問題化したため、本州以南の放鳥は中止されたが、北海道では放鳥が継続されたために定着した。1984年以後、個体減少のため禁猟措置が取られている。 |      |
| シロガシラ Pycnonotus sinensis            | 東南アジアから先島諸島一帯→沖縄群島             | 1976年に沖縄本島で確認されたが、先島原産種ではなく台湾原産種といわれ、流入ルートは判明していない。1990年代に久米島・渡嘉敷島・粟国島など沖縄群島に広がった。同じ科のヒヨドリを圧倒するほど沖縄の環境に適応している。ヒヨドリと同様、野生種・農産物を問わず果実や種子を食害し、被害の著しい島尻では1987年より駆除が行われている。                   |      |
| ソウシチョウ Leiothrix lutea 特定外来生物 | 南アジアから東南アジア一帯→東北以南             | 茨城県以西の本土と山形県に定着した。同じ科のガビチョウと対照的に派手な色で愛玩用に珍重され、さえずり騒音によるペットの放棄はガビチョウより10年ほど遅く、1980年代に爆発的に野生化した。さえずり騒音のほかにも、日本固有のウグイス・コマドリ・メジロなどの野鳥と生活圏が競合するため、固有種への悪影響が危惧される。                                 |      |
| ドバト Columba livia                      | ユーラシア大陸・アフリカ大陸→離島を含む全国     | カワラバトを家禽化したものが再び野生化したもの。日本には奈良時代に移入されていたといわれる。本土・佐渡・奄美・沖縄で土着し、特に殺生が憚られる寺社や観光客の給餌が絶えない観光地に集まる。穀物など植物を食害する。ヒトの生活圏に住むため、建築物や衣服への糞害、病原体の媒介、航空機や鉄道車両など交通機関との衝突事故などが発生しやすい。         |      |

## 爬虫類
爬虫類はカメ2種とヘビ・トカゲ各1種の計4種が選ばれた。
| 和名・学名 位置付                                           | 出自・原産地→侵入地                       | 被害の現状 | 画像 |
| ----------------------------------------------------------- | ----------------------------------------- | --- | ---- |
| カミツキガメ Chelydra serpentina 特定外来生物               | 北アメリカ・南アメリカ→印旛沼ほか全国各地 | 大型カメで、全長は50cmを超える。1960年代以降にペットとして流入し、投棄・逸出したと考えられ、印旛沼に定着、繁殖しているほか、北海道以外は目撃例がある。雑食性で水生生物の多くを動植物問わず食害する。内水面漁業にも影響し、魚網や罠に侵入して破壊する。攻撃性が強く、ヒトが捕獲しようとすると噛みつくことがある。 |      |
| グリーンアノール Anolis carolinensis 特定外来生物           | 北アメリカ→沖縄群島・小笠原諸島           | 1960年代中期に米軍物資に紛れ込んでいた個体が父島に定着したといわれる。1980年代には母島や沖縄群島に拡大したが、ペットの逸出説もある。貪欲な肉食性で、地上から樹上まで活発に活動し、昆虫を食害する。父島・母島からオガサワラシジミ・オガサワラトンボ・シマアカネを壊滅させた。オガサワラトカゲの生活圏も圧迫している。 |      |
| タイワンスジオ Elaphe taeniura friesei 特定外来生物         | 台湾→沖縄本島                             | ナミヘビ科大型無毒ヘビのスジオナメラのうち、台湾原産の亜種を指す。国内には先島に固有亜種のサキシマスジオが土着している。1970年代に皮採取・漢方薬として沖縄本島に持ち込まれたとされる。「タイワンビューティスネーク」の名でペット需要もあった。最大の懸案はサキシマスジオとの交雑やハブとの競合で、先島への流出を食い止めるために本島封じ込めを図っている。 |      |
| ミシシッピアカミミガメ Trachemys scripta 条件付特定外来生物 | 北アメリカ・南アメリカ→離島を含む全土     | 中型カメで、全長は30cmを超える。幼体は「ミドリガメ」の商品名で1950年代から売買されており、ペットとしての知名度は高い。投棄・逸出も大量で、1960年代以降、本土はもとよりほとんどの有人島で目撃されている。身近な生物なので、人畜共通感染症を媒介する危険性がある。特定外来生物指定は見送られ、要注意生物に指定。そのためペット用輸入は継続していたが、2023年6月より条件付特定外来生物に指定され、3亜種すべて、野外への放出、販売目的の飼養、輸入等が禁止されている。ただしペットとして個人で飼育したり、知り合いに無償で譲り渡すことは禁止されていない |      |

## 両生類
3種選定され、すべてカエルである。
| 和名・学名 位置付                                        | 出自・原産地→侵入地                         | 被害の現状 | 画像 |
| -------------------------------------------------------- | ------------------------------------------- | --- | ---- |
| ウシガエル Rana catesbeiana 特定外来生物 世界ワースト100 | 北アメリカ→ほぼ本土全域                     | 1918年に食用ガエルとしてアメリカから輸入したものの、日本では食材として定着せずに投棄され、道南や離島を含む日本全体に拡散した。希少な在来種の捕食や、水辺に生息するトノサマガエルやダルマガエルなどのカエルと競争関係にある。対策としては、夜間に成体を捕獲したり、幼生の期間が1年と極端に長いので、池干しをするという方法がある。 |      |
| オオヒキガエル Bufo marinus 特定外来生物 世界ワースト100 | 北アメリカ〜南アメリカ→沖縄全域・小笠原諸島 | サトウキビ畑の害虫駆除を目的に、大東諸島は戦前、父島に1949年、母島に1974年、石垣島に1978年、鳩間島に1984年と順次導入された。さらに西表島には貨物に紛れて流入している。固有種との競合が危惧される。西表島ではヒキガエル科特有の猛毒によって、捕食したイリオモテヤマネコやカンムリワシが中毒を起こす心配がある。                    |      |
| シロアゴガエル Polypedates leucomystax 特定外来生物      | 東南アジア→沖縄全域                         | フィリピン発の米軍物資に紛れて沖縄本島に流入したことが1964年に確認された。沖縄群島には貨物に紛れて徐々に拡散していたが、宮古島には1997年、石垣島と大東群島には2007年と、突然拡散し始めた。オキナワアオガエルをはじめ固有種との競合に加え、固有種に蠕虫を媒介する恐れがあり、発症が危惧されている。                                |      |

## 魚類
淡水魚8種が選定されている。
| 和名・学名 位置付                                                | 出自・原産地→侵入地                   | 被害の現状 | 画像 |
| ---------------------------------------------------------------- | ------------------------------------- | --- | ---- |
| オオクチバス Micropterus salmoides 特定外来生物 世界ワースト100  | 北アメリカ南東部→ほぼ本土全域         | 通称「ブラックバス」。1925年に食料化を目指して芦ノ湖に試験放流された。敗戦後、米軍によって拡散し、1970年代までに全国に達した。貪欲な肉食魚で、芦ノ湖や河口湖では生態系を激変させ、内水面漁業に大きな打撃を与えた。各地で違法かつ身勝手な放流と、規制や摘発が繰り返されている。                                                                                               |      |
| カダヤシ Gambusia affinis 特定外来生物 世界ワースト100           | 北アメリカ→関東以南・沖縄・小笠原     | ボウフラ駆除のために台湾から1916年に奈良県へ移入したのを皮切りし、1970年代に全国規模で放流された。沖縄・小笠原を含め、福島以南で定着した。水田など止水に住み着き、似た食性のメダカと競合している。メダカに比べ適応できる水温が広く、多産の上に卵胎生のために繁殖力が強い。そのためメダカの減少を招いている。流水環境、及び低温に弱く、18度以下の水温では活発に活動できない。 |      |
| コクチバス Micropterus dolomieu 特定外来生物                     | 北アメリカ北東部→千曲川・本州中部の湖 | オオクチバスとともに通称「ブラックバス」と呼ばれる。1925年に芦ノ湖に放流されたが絶滅した。1992年に野尻湖で発見された。桧原湖・中禅寺湖・千曲川・琵琶湖・池原ダムなどでも発見され、アングラーのゲリラ放流と推測される。耐寒性があり、河川でも生息できるため、オオクチバスよりも拡散する危険が高い。                                                                           |      |
| ソウギョ Ctenopharyngodon idellus 要注意外来生物                 | 中国東北部・沿海州→利根川水系など     | 草食性で大量の水草を食べるため、内水面の除草を目的に1878年より導入した。定着している霞ヶ浦・北浦・利根川水系には、戦中から戦後にかけて食用として放流された。ルアーフィッシング目的で各地にゲリラ放流され、木崎湖では水生植物の壊滅を招いた。水生植物の食害と自生コイ科の駆逐が危惧される。ゲリラ放流が禁止された。                                                           |      |
| タイリクバラタナゴ Rhodeus ocellatus ocellatus 要注意外来生物    | 華中→本土・沖縄                       | 1942年に食用ハクレンの輸入養殖が始まった際、稚魚に紛れて流入したと推測される。観賞魚としても取引され、投棄・逸出も発生している。本土と沖縄群島に定着した。ドブガイ類に産卵する特徴があり、卵ごと貝が移送されても拡散する。固有種のニッポンバラタナゴやゼニタナゴと競合するだけでなく、交雑による遺伝子撹乱も問題視される。                                                   |      |
| ニジマス Oncorhynchus mykiss 要注意外来生物 世界ワースト100      | 北太平洋岸流入河川→北海道             | 食用として1877年にカリフォルニア州から輸入したことを皮切りに、断続的に輸入された。北海道では摩周湖や知床半島を始めとして、在来種のイワナ・オショロコマ・ヒメマスなど陸封サケ類を駆逐して占有する傾向にある。一方、本州以南では定着が難しいため、内水面水産資源やフィッシング対象魚として放流が継続している。                                                                 |      |
| ブラウントラウト Myocastor coypus 要注意外来生物 世界ワースト100 | ヨーロッパ〜アラル海→北海道・信越     | 北海道定着種は明治・大正期にアメリカからニジマスを移入していた頃に混入したと考えられているが、1980年に新冠ダムで発見されるまで気づかれなかった。信越移入種は1973年にフランスから輸入したものと判明している。ウグイ・ヒメマス・アメマスなど在来の陸封サケ類を中心に小型魚・仔魚を食害する。                                                                                   |      |
| ブルーギル Lepomis macrochirus 特定外来生物                      | 北アメリカ→全国                       | 1960年に訪米した上皇明仁がシカゴ市長から贈呈され、食料化研究のために水産庁淡水区水産研究所に下賜し、後に1969年、一碧湖に初放流された。その後、一部のスポーツフィッシング愛好家により身勝手な放流が行われて全国に拡散した。肉食傾向の強い雑食性で、プランクトンから小型魚まで貪欲に食害する。孵化した稚魚が成長するまで親が防衛するため、生存率が非常に高い。                 |      |

## 昆虫
22種が選定された。チョウ目2種・甲虫目6種・ハチ目2種・ゴキブリ目2種・ハエ目4種・カメムシ目4種・アザミウマ目2種。
| 和名・学名 位置付                                                      | 出自・原産地→侵入地                   | 被害の現状 | 画像 |
| ---------------------------------------------------------------------- | ------------------------------------- | --- | ---- |
| アメリカシロヒトリ Hyphantria cunea                                    | 北アメリカ→ほぼ本土全域               | 終戦直後の1945年に初めて発見されたことから、進駐軍の貨物に紛れて侵入したと考えられる。1970年代までに、青森県と山口県を除く本州・愛媛県・福岡県に拡散し、1994年には小笠原でも観察された。幼虫は600種に及ぶ樹木を食害し、都市部の街路樹や庭木にも定着するほか、若齢幼虫は集団生活をするため、落下した糞による地面の汚損が目立つ。 |      |
| アリモドキゾウムシ Cylas formicarius 植物防疫法有害動物                | 東南アジア→全土、特に北海道           | 国内への侵入経路は不明。戦前に南西諸島から北上し、鹿児島県本土まで到達しているほか、1914年に小笠原、1995年には室戸市で発見された。真っ先に出現した南西諸島や小笠原では衰退傾向にあり、室戸への侵入経路も不明で、予測しづらい。幼虫・成虫ともサツマイモやハマヒルガオなどヒルガオ科植物を食害する。 |      |
| アルゼンチンアリ Linepithema humile 特定外来生物 世界ワースト100       | 南アメリカ→関東・東海・近畿・山陽     | 経路は不明だが1993年頃から侵入。関東・東海・近畿・山陽に定着している。固有種のアリを襲撃して餌を奪う、ミツバチの巣も侵略する、人家に侵入してヒトにも噛みつくなど、凶暴なアリとして知られる。農業害虫であるアブラムシやカイガラムシを保護して甘い分泌物を受け取るため、間接的に農業被害を誘発する。 |      |
| アルファルファタコゾウムシ Hypera postica                              | ヨーロッパ→西日本・東京都             | 経路は不明だが1982年に福岡県と沖縄県で発見され、岐阜県までの西日本や東京に拡散した。当初はムラサキウマゴヤシ（アルファルファ）などマメ科雑草の食害に留まっていたが、レンゲの食害が1987年に確認され、養蜂業への被害が懸念されるようになった。幼虫はレンゲなどマメ科を主に食害するが、成虫はメロン・キュウリなどウリ科果実にも被害を及ぼす。 |      |
| イエシロアリ Coptotermes formosanus 世界ワースト100                    | 東南アジア→関東以南・小笠原・南西諸島 | 侵入時期・経路は不明。温暖な関東以南の太平洋側・四国・九州・小笠原・南西諸島に定着している。木造建造物や樹木を食害する。湿った木材を好むが、乾燥材や新材にも湿った土や水滴を運搬して湿らせるため、食害は家屋の屋根にまで達する。木製家具や書籍などの紙製品まで食害する。巣から100mほどの範囲で活動するため、巣の発見は難しい。 小笠原諸島のイエシロアリは米進駐軍の資材の梱包に入っていた個体が拡散したものとされている。 なお、最新の研究で、在来種である事が分かっている。 |      |
| イネミズゾウムシ Lissorhoptrus oryzophilus 植物防疫法有害動物          | アメリカ南東部→本土・沖縄             | 1976年にカリフォルニアから輸入した干草に混入していたと考えられる。本土および沖縄に定着している。単為生殖が可能で、侵入種はメスの単為生殖。イネを食害する。越冬した成虫が田植え前後に葉を食害する。孵化した幼虫が根を食い荒らす成長期が最も警戒される。羽化の時期にはイネの生長が著しく、新成虫の食害は無視できるとされる。 |      |
| イモゾウムシ Euscepes postfaschiatus 植物防疫法有害動物                | 西インド諸島→沖縄                     | 1947年に沖縄で発見された。米軍貨物への混入や引揚者の持ち込み種芋が原因と考えられる。本土には流入せず、沖縄に定着している。アリモドキゾウムシとともにサツマイモの食害が中心。幼虫は羽化まで根塊を食害する一方、成虫は地上に出て葉や茎に穴を開けて潜りこむほか、アサガオなどヒルガオ科植物を食害する。 |      |
| インゲンテントウ Epilachna varivestis                                  | 中央アメリカ→甲信                     | 侵入経路は不明だが、1994年に長野県で採集され、1997年に同定された。耐熱性に乏しく、原産地の冷涼な高原と地理的条件が酷似した長野県・山梨県に定着している。幼虫・成虫ともインゲンを中心にマメ科植物の葉の表面を食害し、葉を食い尽くすと新芽、つぼみに移り、最終的には茎まで食い尽くして枯死に追い込む。 |      |
| ウリミバエ Bactrocera cucurbitae 植物防疫法特殊害虫                    | 東南アジア→南西諸島                   | ワースト100では唯一の根絶制圧に成功した生物で、再発防止のため指定された。1919年に沖縄への侵入が確認された。幼虫がウリ科果実に潜り込んで食い荒らす。拡散防止のために本土へのウリ科青果の出荷禁止が実施され、農家は大打撃を受けた。1972年より不妊化個体の放虫が始まり、21年かけて1993年に根絶宣言が発せられた。 |      |
| オンシツコナジラミ Trialeurodes vaporariorum                           | 北アメリカ→本土                       | 1974年に侵入が確認され、温暖地や施設園芸農家を中心に本土全体に拡散している。侵入ルートは諸説あってはっきりしない。あらゆる植物の葉から吸汁し、キュウリ黄化ウイルスを媒介する。甘い分泌液をこぼし、それを培地としてスス病菌が増殖するため、商品価値の低下や光合成不良を引き起こす。 |      |
| カンシャコバネナガカメムシ Caverelius saccharivorus 植物防疫法有害動物 | 台湾→南西諸島                         | カンシャとは沖縄方言でサトウキビ（甘薯）を指す。1911年に台湾から移入したサトウキビ苗に付着していたと考えられる。沖縄諸島全域に定着しているほか、突発的に北上して奄美諸島や種子島に達することもある。サトウキビを始めイネ科植物の葉から吸汁し、葉の黄変を経て光合成不足による発育不良・枯死を誘発する。 |      |
| カンショオサゾウムシ Rhabdoscelus obscurus                             | ニューギニア→小笠原                   | カンショはサツマイモ（甘藷）ではなくサトウキビ（甘蔗）。国内には定着していないが、小笠原で異常発生し、固有ヤシで絶滅危惧II類のノヤシが食害を受けている。主に葉鞘を食害し、樹液の漏出・落葉を引き起こす。幼木では致命的な被害を受けることもある。有人島で手入れが可能な父島・母島よりも、弟島はじめ無人島の被害が大きい。 |      |
| シルバーリーフコナジラミ Bemisia argentifolii                          | 北アメリカ→北海道・離島               | 1989年に侵入が確認され、全国に拡散した。アメリカから輸入したポインセチアに感染していたとする説が広く流布している。英語名も和名と同じくシルバーリーフ・ホワイトフライ。トマト黄化ウイルスを媒介する。オンシツコナジラミと同様に甘い分泌液をこぼし、それを培地としてスス病菌が増殖する。 |      |
| セイヨウオオマルハナバチ Bombus tarrestris 特定外来生物                | ヨーロッパ→北海道                     | 1996年にハウストマトの受粉用にオランダから北海道に輸入されたが、温室から逸出した個体が道内で拡散し、定着している。ミツバチが定着しない北海道で養蜂業を担う固有のマルハナバチと競合する。マルハナバチの巣を襲い、女王蜂を刺殺して蜜を盗み、巣を乗っ取るため、養蜂業を阻害する恐れが高いことから、道庁主体で捕獲を推進する。 |      |
| チャバネゴキブリ Blattella germanica                                   | アフリカ→全国                         | 侵入時期は不明で、全国の暖房が完備された家屋に侵入している。無加温の室内や屋外では生育できないため、屋内に定着する。ヒトの口にする食材はすべて食べることができ、腐敗物に触れた個体によって各種病原体を媒介する。屋内でも空調機・照明・モーター・パソコン機器など発熱しやすい電化製品に潜りこんで暖を取るため、故障を誘発する。 |      |
| トマトハモグリバエ Liriomyza sativae                                   | 中南米→南関東から東海・甲信           | 1999年に侵入が確認された。南関東から東海・甲信にかけて広く定着しているほか、京都府・山口県・沖縄県に局地的な分布が確認されている。トマトに限らず、ナス科全般を中心に、ウリ科・マメ科・キク科・アブラナ科の植物に産卵し、幼虫は葉に潜りこんで食害する。他のハモグリバエ科幼虫と同様に「エカキムシ」の一つ。専用の防除法は確立されていない。 |      |
| ネッタイシマカ Aedes aergypti                                          | 中近東→天草諸島・南西諸島             | 1944年に天草群島で異常発生した。1952年までに駆除され、1970年以降は天草での採取例はなく、以後は国内での定着は確認されていない。沖縄でも20世紀初頭に確認されたが、いつの間にか姿を消し、日本固有種のヒトスジシマカに席巻されている。デング熱・黄熱などの病原体を媒介する。ヒトスジシマカも世界ワースト100に選定された病原体媒介者である。 |      |
| ヒロヘリアオイラガ Parasa lepida                                       | 南アジア〜中国→近畿以西               | 1920年頃には定着が確認されている。近畿以西の西日本に広く分布する。他のイラガと同様に幼虫は毒毛を持ち、触れると激しい炎症を起こす。都心部の街路樹も食害し、蛹は枝の叉によく発見されるなど、目に付きやすいガである。幼虫の食欲は旺盛で、さまざまな植物を食害する。成虫は固有種のクロヘリアオイラガとよく似ている。 |      |
| マメハモグリバエ Liriomyza trifolii                                    | 北アメリカ→愛知県・大阪府             | 1990年に愛知県と大阪府で侵入が確認された。他県への侵入は確認されていない。体長2mmと小型のため、同じく外来種のトマトハモグリバエとの区別は難しい。マメ科全般を中心に、ウリ科・ナス科・キク科・アブラナ科の植物に産卵し、幼虫は葉に潜りこんで食害する。他のハモグリバエ科幼虫と同様に「エカキムシ」の一つ。北アメリカでは農薬のみならず、寄生蜂による駆除が確立している。 |      |
| ミカンキイロアザミウマ Frankliniella occidentalis                      | 北アメリカ→千葉県・埼玉県             | 1980年頃に侵入が確認されたが、長距離移動が苦手なアザミウマだけに、分布は千葉・埼玉に留まる。体長1mm前後の個体が多いアザミウマの中では例外的に2mm近くまで成長する。名前に反し、樹木よりも野菜や花卉を吸汁する。また、ウィルスを媒介して作物に被害を及ぼす。 |      |
| ミナミキイロアザミウマ Thrips palmi                                    | 東南アジア→西日本                     | 1978年に侵入が確認され、九州全域・四国全域・和歌山県〜茨城県の太平洋岸に分布する。南方原産のため、本土の寒い冬では露地の越冬できないが、ハウス・温室内で生存する。野菜や花卉を吸汁する。また、ウィルスを媒介して作物に被害を及ぼす。 |      |
| ヤノネカイガラムシ Unaspis yanonensis                                  | 中国→全土                             | 1920年頃に侵入が確認された。本土全土で定着している。主に柑橘類に寄生し、部位を選ばず孵化後数時間で張り付いて吸汁する。果皮に固着した雌の個体は特に目立ち、商品価値を大きく落とす。雄はあまり動き回らず、孵化した時点で固着し、羽化するまで動かない。寄生蜂による駆除が行われている。 |      |

## 昆虫以外の節足動物
5種選定。ザリガニ2種・カニ1種・クモ1種・ダニ2種のうち草食ダニのトマトサビダニを取り上げ、肉食ダニのミツバチヘギイタダニは「寄生生物」の項目に計上される。
| 和名・学名 位置付                                        | 出自・原産地→侵入地                                 | 被害の現状 | 画像 |
| -------------------------------------------------------- | --------------------------------------------------- | --- | ---- |
| アメリカザリガニ Procambarus clarkii 条件付特定外来生物  | 北アメリカ→日本列島・沖縄                           | 淡水性ザリガニ。1927年に食用蛙の餌として輸入したが、食用蛙養殖の破綻とともに全国に拡散した。本土のみならず沖縄にも定着している。ニホンザリガニを駆逐し、国内では最もありふれたザリガニとなっている。ニホンザリガニよりも巨大なため、捕食される魚類も被害が大きい。色の変化に富み、変色個体はペットとしても高い人気を保っているため、逸出の危険は高い。 2023年6月より条件付特定外来生物に指定され、野外への放出、販売目的の飼養、輸入等が禁止されている。ただしペットとして個人で飼育したり、知り合いに無償で譲り渡すことは禁止されていない |      |
| ウチダザリガニ Pacifastacus leniusculus 特定外来生物     | 北アメリカ→北海道・裏磐梯・長野県・利根川           | 淡水性ザリガニ。1926年より農水省が食用としてコロンビア川産の個体を輸入し、淡海湖に放流した。摩周湖・阿寒湖と釧路川・支笏湖・天塩川・桧原湖など裏磐梯・淡海湖に分布し、利根川水系でも発見されている。原産地と同じく冷水域で成長し、汽水域でも生存できる。アメリカザリガニ以上に獰猛で、魚類の食害は激しい。阿寒湖の個体はマリモの食害が問題視される。 |      |
| セアカゴケグモ Latrodectus hasselti 特定外来生物         | オーストラリア周辺→近畿・東海を中心に全国各地に分散 | 造網性クモ。1995年に関西国際空港周辺で発見されたことを契機に全国で調査され、近畿・東海を中心に各地で発見された。性格は温厚で、脅威に対してはまず擬死でやり過ごし、刺咬は追い詰められた場合の最後の手段である。雄は弱毒だが、雌は強力な神経毒を持ち、数日にわたる痛みや腫れを起こす。重症だと数週間の全身症状、乳幼児なら死に至る場合はある。 |      |
| チチュウカイミドリガニ Carcinus aestuarii 要注意外来生物 | 地中海→関東以西の内湾                               | 海産カニ。1984年に東京湾で確認された。以後、大阪湾・洞海湾・伊勢湾・浜名湖でも発見されている。バラスト水への混入が原因と考えられる。ワタリガニ科でありながら、第五脚が遊泳脚ではなく歩脚になっているのが特徴。日本での被害は確認されていないが、アメリカでは競合するカニの減少や、巻貝が防御のために殻を厚くする傾向が観測された。 |      |
| トマトサビダニ Aculops lycopersici                       | 亜熱帯→中部日本                                     | 亜熱帯原産。1986年に沖縄のハウストマトで確認された。本土上陸は1991年で、1999年までに東海から関東・甲信越に列島を横断しながら広まった。ナス科植物の輸入苗に付着していたとされる。高温を好むため、露地では越冬できないが、ハウスでは増殖する。トマトを中心に葉裏に付着して吸汁し、落葉に至らしめる。果実を吸汁すると変色や亀裂を発生させ、商品価値を大きく損ねる。 |      |

## 軟体動物
9種選定。陸生巻貝3種・淡水巻貝2種・淡水二枚貝1種・海水性二枚貝3種。
| 和名・学名 位置付                                                                       | 出自・原産地→侵入地                     | 被害の現状 | 画像 |
| --------------------------------------------------------------------------------------- | --------------------------------------- | --- | ---- |
| アフリカマイマイ Achatina fulica 要注意外来生物 世界ワースト100 植物防疫法特殊病害虫    | 東アフリカ→沖縄・小笠原                 | 陸生巻貝。1932年に食用としてシンガポールから台湾経由で沖縄に持ち込まれた。広東住血吸虫の中間宿主であることが判明し、1936年に特殊病害虫に指定されて食用養殖が断念され、投棄された個体が野生化した。南西諸島全域や小笠原諸島に拡散し、雑食性のため農作物や固有カタツムリの食害が相次いだ。アフリカマイマイ駆除のために放たれたヤマヒタチオビの二次被害も発生している。           |      |
| カワヒバリガイ Limnoperna spp. 特定外来生物                                             | 東南アジア〜東アジア→本州の河川         | 淡水二枚貝。1990年代に中国・韓国から輸入したシジミに混入していたと考えられ、2000年代には関東にも定着した。利根川・天竜川・矢作川・木曽川・淀川を始め、琵琶湖や大塩ダムでも発見される。大量に密集するため、用水路を詰まらせたり、一斉斃死で腐臭を発したりする。暗い所を好むため、暗渠内や排水口などに発生し、発見が難しい。                                                     |      |
| コウロエンカワヒバリガイ Xenostrobus securis 要注意外来生物                             | オーストラリア・ニュージーランド→西日本 | 汽水二枚貝。1972年に児島湾で発見されたが、海水への耐性を得たカワヒバリガイの亜種と長年にわたり考えられていた。1999年に別種と認定されている。バラスト水に混入したと思われ、富山・千葉以西の西日本全域の汽水域で定着している。海水への耐性が強く、埠頭・岸壁でも潮間帯に密生し、船舶の船底にも付着するため、拡散の恐れが高い。                                                   |      |
| サカマキガイ Physa acuta                                                                | 北アメリカ→全国                         | 淡水巻貝。1935〜40年頃に日本で定着が観測された。水質汚濁に強く、汚れた水の指標生物として知られる。固有種のモノアラガイと同様に、肝蛭の中間宿主としてヒトに媒介するほか、ヘイケボタル幼虫に捕食されるなど共通点が多く、モノアラガイを駆逐して入れ替わっている。有肺類ながら溺死しない性質や汚染に強い性質のため、根絶が難しい。                                                 |      |
| シナハマグリ Meretrix petechialis 要注意外来生物                                        | 中国→沿岸全域                           | 海水性二枚貝。日本沿岸の環境変化にともない、固有種のハマグリ・チョウセンハマグリ（日本〜朝鮮半島の固有種であり、朝鮮からの外来種ではない）の収量が減少しつつあった1960年代から、代用として輸入されていた。1969年には三重県で養殖が始まっている。潮干狩用に散布された個体や養殖場からの逸出が野生化している。ハマグリ・チョウセンハマグリとの交雑が危惧される。                 |      |
| スクミリンゴガイ Pomacea canaliculata 要注意外来生物 世界ワースト100 植物防疫法特殊害虫 | ラプラタ川流域→関東以西・沖縄           | 淡水巻貝。「ジャンボタニシ」の通称があるがタニシとは別種。食用のため、台湾から1981年より養殖池に導入されたが、脱走した個体がイネやイグサを食害することが判明した。沖縄を含む関東以西で定着している。卵は水中で孵化しないこと、成体は水位が下がると活動が鈍ることなど、弱点は解明されており、駆除は各地で進んでいる。一方、未だに除草に有効と信じられ、ゲリラ放流もされている。 |      |
| チャコウラナメクジ Lehmannia valentiana                                                 | ヨーロッパ→本州以南                     | 陸生巻貝。貝殻は甲羅状に退化し、粘膜内に残る。1950年代に定着が確認された。連合軍の物資に紛れていたと推定されている。本州・四国・九州に広く分布し、ごく普通に見かけるナメクジとなっている。在来固有種のナメクジと同様に植物を食害する。目立たない存在であるが、在来固有種を駆逐して乗っ取りに成功している。                                                                     |      |
| ムラサキイガイ Mytilus galloprovincialis 要注意外来生物                                 | 地中海→ほぼ全国                         | 海産二枚貝。1932年に神戸港で侵入が確認された。ほぼ全国の海岸で定着し、離島でも天売島・焼尻島・佐渡島・隠岐諸島・対馬・五島列島・小笠原諸島・沖縄・先島にも進出する。成長が早く、カキやアコヤガイ、固有種のフジツボを制圧して潮間帯を占領する。一方、高温に弱く、一斉斃死を引き起こして異臭と水質汚濁を招きやすい。一般的なムール貝だが、自然個体は小型で食用に適さない。       |      |
| ヤマヒタチオビ Euglandina rosea 特定外来生物 世界ワースト100                            | 中南米→小笠原                           | 陸生巻貝。カタツムリとしては高速で、樹上にも登れる機動力を誇る。肉食のため、全世界の離島にアフリカマイマイ駆除を目的に放たれた。しかしアフリカマイマイ以上に固有カタツムリを食害し、壊滅に追いやっており、天敵による駆除の失敗例としてジャワマングースとともに取り上げられる。日本では米軍統治下の小笠原に導入され、固有カタツムリとともにアフリカマイマイも捕食する。         |      |

## その他の無脊椎動物
環形動物多毛類（ゴカイ類）ケヤリムシ目カンザシゴカイ科のカサネカンザシ1種が選定された。
| 和名・学名 位置付                               | 出自・原産地→侵入地                               | 被害の現状 | 画像 |
| ----------------------------------------------- | ------------------------------------------------- | --- | ---- |
| カサネカンザシ Hydroides elegans 要注意外来生物 | オーストラリア→太平洋・瀬戸内海・玄界灘・隠岐諸島 | 海産固着生物。1970年代に太平洋・瀬戸内沿岸各地で確認され、80年代には玄界灘・隠岐にも侵入している。貨物船のバラスト水に混入していたと推定される。個体は全長2〜4cmの小型種で、石灰質の棲管に入り、密集してコロニーを作る。1〜2ヶ月で成熟するため、カキやアコヤガイなど養殖貝に取り付けば、貝より早く成長して貝殻を固定してしまい、斃死に追い込んでしまう。 |      |

## 維管束植物
26種選定、すべて被子植物である。木本3種・草本23種（水中草本3種・浮遊草本2種を含む）。キク科が最多の11種で、イネ科3種・マメ科2種が続く。
| 和名・学名 位置付                                                   | 出自・原産地→侵入地                       | 被害の現状 | 画像 |
| ------------------------------------------------------------------- | ----------------------------------------- | --- | ---- |
| アカギ Bischofia javanica                                           | 東南アジア〜南西諸島→小笠原               | コミカンソウ科アカギ属の常緑高木。1905年に沖縄より小笠原に移植され、製糖用の薪炭材として活用された。製糖業の機械化により放棄され、野生化した。樹高20m前後の高木で、陰樹極相林を形成し、種子は長期間生存する。そのため、台風で原生林が崩壊すると速やかに侵入して純林を形成する。弟島では全伐採で根絶。父島・母島でも全伐採を計画しているが、膨大すぎて難しい。                            |      |
| アレチウリ Sicyos angulatus 特定外来生物 植物防疫法指定生物         | 北アメリカ→本土全域                       | ウリ科アレチウリ属の一年生つる草。1952年に清水港で発見された。北米からの飼料に混入していたといわれる。本土全域に蔓延し、河川敷や畑など、日当たりがよく腐葉土の多い土壌を覆い尽くす。同じ傾向にあるダイズやトウモロコシと競合し、手入れの行き届かない飼料畑では両者の争奪が見られる。果実は食用にならないが、ミバエに対する防疫措置を要する。                                             |      |
| イタチハギ Amorpha fruticosa 要注意外来生物                         | 北アメリカ→本土全域                       | マメ科イタチハギ属の落葉低木。朝鮮経由で1912年に砂防・治水緑化のために導入した。1940年以後に導入が激化し、本土全域に定着した。マメ科植物共通の空中窒素固定に加えて耐熱・耐乾性に富み、5mの樹高でススキやマツ幼樹など他のパイオニア植物を圧倒する。逆に冷涼な気候にも対応しており、亜高山帯への侵略が懸念され、霧ヶ峰や白山では駆除を要する。                                             |      |
| イチビ Abutilon avicennae 要注意外来生物                            | インド→本土全域                           | アオイ科イチビ属の一年生草本。1905年に定着が確認された。本土全体に進出している。繊維作物として導入されたり飼料に混入したりして全国に広がった。日当たりのよい土地を好むため、畑や牧草地で作物と競合する。そのため、硬い繊維が農機具に絡まりやすい。特有の悪臭を放ち、誤って食べた乳牛の乳にまで異臭が移って商品価値を損ねる。                                                             |      |
| オオアレチノギク Conyza sumatrensis 要注意外来生物                  | 南アメリカ→本州・四国・九州               | キク科イズハハコ属の二年生草本。1920年に東京で定着が確認された。本州・四国・九州全土に定着している。農業・商業的な利用は行われないため、非意図的な流入と考えられる。白い頭状花が目立ち、キク科特有の舌状花は総苞の中に隠れて見えない。名前の通り荒地に繁茂し、耕地にも侵入する。侵入個体は除草剤で処理されるが、パラコート耐性がある。                                                   |      |
| オオアワダチソウ Solidago gigantea var. leiophylla 要注意外来生物   | 北アメリカ→本土全域                       | キク科アキノキリンソウ属の多年生草本。明治中期に園芸花卉として輸入されたが、逸出して野生化した。本土全体に定着し、北海道では同属のセイタカアワダチソウより優勢。セイタカより茎や葉の毛が少なく、花序もまばらで開花も早い。また、群落を作らず分散する。荒地や道端など各地に発生し、固有種を駆逐する。地下茎を持つため、地上部の刈り取りだけでは根絶できない。                             |      |
| オオオナモミ Xanthium occidentale 要注意外来生物                    | 北アメリカ→本土全域                       | キク科オナモミ属の一年生草本。1929年に岡山県で定着が確認された。本土全域に定着している。非意図的な流入と考えられている。棘のある実は衣服や獣毛に引っかかりやすく、子供達の遊びに用いられ、なじみ深い。しかし史前帰化植物のオナモミを駆逐している。家畜には有毒な成分が含まれ、誤って食べると食欲減退や中毒を招くため、牧草地では刈り取り駆除が必要となる。                               |      |
| オオカナダモ Egeria densa 要注意外来生物                            | アルゼンチン→関東以西                     | トチカガミ科オオカナダモ属の多年生水中草本。光合成や原形質流動の観察でなじみ深い。1910年代に実験植物として導入され、「アナカリス」の商品名でアクアリウムに取り入れられた。1940年代から野生化し、関東以西で定着している。定着種は雄株のみで、茎の断片から栄養繁殖する。クロモなどの在来種を駆逐している。水中一杯に繁茂し、船舶の航行を阻害する水域もある。                               |      |
| オオキンケイギク Coreopsis lanceolata 特定外来生物                  | 北アメリカ→本土全域・沖縄                 | キク科ハルシャギク属の多年生草本。1880年代に園芸花卉として輸入された。外来生物法制定の直前まで品種改良が進められ、ガーデニングやワイルドフラワー緑化に用いられていた。沖縄を含む全国で定着している。積極的な移植が進められた結果、河川敷や線路際などを占有し、在来種を駆逐している。再生力が強く刈り取りに耐え、種子は数年生存するために根絶が難しい。                                   |      |
| オオフサモ Myriophyllum aquaticum 特定外来生物                      | ブラジル→関東以西・東北中部・北海道・沖縄 | アリノトウグサ科フサモ属の多年生水中草本。1920年にドイツ人が観賞用に須磨寺の池に持ち込んだものが最初とされる。「パロットフェザー」の商品名でアクアリウムで親しまれたほか、水質浄化効果を謳ってビオトープに導入された。関東以西・東北中部・北海道・沖縄に定着する。オオカナダモと逆に雌株のみが導入された。同属の絶滅危惧種をはじめ在来種の駆逐が危惧される。                             |      |
| オオブタクサ Ambrosia trifida 要注意外来生物                        | 北アメリカ→本土全域・沖縄                 | キク科ブタクサ属の一年生草本。1952年に清水港で侵入が確認された。輸入飼料に混入していたと推定される。沖縄を含む全国で定着している。草本でありながら4mを超えることもあり、河川敷や荒地では固有種を駆逐しながら占有種となることもある。風媒花のブタクサ属による花粉症は夏から秋にかけて長期にわたり、花粉を撒き散らす。                                                                     |      |
| オニウシノケグサ Festuca arundinacea 要注意外来生物                 | ヨーロッパ→本土全域・沖縄                 | イネ科ウシノケグサ属の多年生草本。本来は牧草で、根茎で増殖するため、砂防緑化・法面緑化に応用され、沖縄を含む全土で定着する。1905年には侵入が観測された。戦後に耐乾性・耐寒性に優れた改良種「ケンタッキー31」がアメリカから流入したため、北海道や中央高地の亜高山帯にも侵入するようになり、根絶がいっそう難しくなった。                                                                   |      |
| 外来種タンポポ種群 Taraxacum 要注意外来生物                         | ヨーロッパ→離島を含む全国                 | 日本固有のタンポポ属20種の脅威となっているのはセイヨウタンポポとアカミタンポポが主流で、いずれもヨーロッパ原産の多年生草本。セイヨウタンポポは1904年に流入が確認され、今や日本に自生するタンポポの8割はセイヨウタンポポと固有タンポポの交雑種といわれ、総苞片が反ったものは雑種と判断できる。局地的に分布する固有タンポポの多くが交雑や競合で危機的な状況にある。                        |      |
| カモガヤ Dactylis glomerata 要注意外来生物                          | ヨーロッパ→本土全域・沖縄                 | イネ科カモガヤ属の多年生草本。英語名の「オーチャードグラス」でも知られる。明治維新期に牧草としてアメリカから北海道に導入され、沖縄を含む全土で定着する。ほぼ牧草として利用され、恒常的な輸入によって全国に広まった。耐熱性・耐乾性に優れ、種子は家畜の胃でも消化されずに糞に紛れて拡散できる。中央高地の亜高山帯に侵出し、固有種との競合が見られる。                                     |      |
| キショウブ Iris pseudacorus 要注意外来生物                          | ヨーロッパ〜中近東→本土全域・沖縄         | アヤメ科アヤメ属の多年生草本。青系が主流のアヤメ属の中で例外的な黄色の花が珍重され、1980年代後半から観賞花卉として輸入された。ビオトープやワイルドフラワー緑化のために屋外にも移植されたものもあり、沖縄を含む全国に拡散した。カキツバタなど5種の絶滅危惧種を抱える固有アヤメ属との交雑が懸念されるほか、耕地への侵入も無視できなくなりつつある。                                        |      |
| コカナダモ Elodea nuttalli 要注意外来生物                           | 北アメリカ→本土全域・沖縄                 | トチカガミ科コカナダモ属の多年生草本。1961年に琵琶湖で定着が確認された。沖縄を含む全国に定着している。節ごとに生える葉の数が3枚ずつなので、5枚ずつ生えるオオカナダモと区別できる。実験用・観賞用ともオオカナダモに大きく劣るため、導入目的は不明。同じく雄株のみの導入で、固有種の駆逐や航路・水路の閉塞を招く。貧栄養でも増殖できるため、尾瀬や中禅寺湖でも繁殖した。                   |      |
| シナダレスズメガヤ Eragrostis curvula 要注意外来生物                | 南アフリカ→本土全域・沖縄                 | イネ科スズメガヤ属の多年生草本。砂防緑化・法面緑化を目的として1959年に四国農業試験場がアメリカから取り寄せた。沖縄を含む全国に定着している。水はけがよい土地を好み、河川敷ではよく発達する。川に流れた種子が下流に着岸し、上流から下流に向け占有していく。太田川や鬼怒川ではカワラノギクやカワナラニガナなど絶滅危惧種への圧迫が問題視されている。                                       |      |
| セイタカアワダチソウ Solidago canadensis var. scabra 要注意外来生物 | 北アメリカ→ほぼ全国                       | キク科アキノキリンソウ属の多年生草本。1897年に観賞花卉として輸入されたといわれる。1940年代に爆発的に増殖し、本土全域に広まった。養蜂業の発展や戦後の開拓・復興による空地の造成が原因とする説がある。1970年代に大繁殖し、代表的な帰化植物とされた。蜜源植物の側面があり、虫媒花でありながら花粉症の原因と疑われた。アレロパシーによって1980年代以後は衰退傾向にある。                     |      |
| タチアワユキセンダングサ Bidens pilosa var. radiata 要注意外来生物  | 中南米→沖縄・小笠原・鹿児島県・高知県     | キク科センダングサ属の多年生草本。幕末の弘化年間に観賞花卉として輸入され、園芸種として栽培されている。沖縄県全域・小笠原・鹿児島・高知に点在するが、野生種の自生は1963年に初めて記録された。1.5mまで成長し、直立から匍匐、最後にはつる性に姿を変える。通年開花で、棘のついた果実は着衣や動物の毛に着いて伝播する。沖縄ではサトウキビ畑に侵入し、サトウキビに絡んで刈り取りの障害となる。 |      |
| ネバリノギク Aster novae-angliae 要注意外来生物                     | 北アメリカ東部→全国各地                   | キク科シオン属の多年生草本。大正時代に観賞花卉として輸入された。園芸品種の多いシオン属の中では人気薄で、全国的に散発的に野生化しており、園芸品種としては衰退傾向にある。他のキク科植物と同様、侵入速度が速く、固有の生態系を圧迫する。北海道では特に野生化が著しく、ブルーリストA3の重要懸念生物に分類される。胆振から日高にかけては大群落を形成する。                                   |      |
| ハリエンジュ Robinia pseudoacacia 要注意外来生物                    | 北アメリカ→本土全域・沖縄                 | マメ科ハリエンジュ属の落葉木本。1873年に多用途樹木として輸入した。沖縄を含む全国に定着する。街路樹や庭木としてなじみ深く、「ニセアカシア」の別名を持つ。河岸防護林や海岸の防風林としての利用があるが、土着のヤナギやマツを圧迫し、制圧している所もある。一方で優良な蜜源植物でもあり、長野産蜂蜜の8割がハリエンジュに依存しているといわれ、養蜂業者は保護を訴えている。                  |      |
| ハルザキヤマガラシ Barbarea vulgaris 要注意外来生物                 | ヨーロッパ→本土全域                       | アブラナ科ヤマガラシ属の二年生草本。1910年頃から植物園に移入された。全国的に伝播しているのは、穀類に混入した非意図的移入によるといわれる。本土全域に定着した。他のアブラナ科と同じく種子量が多く、根茎によって越年しながら群落を形成できる。水田や畑はもちろん、日当たりのよい荒地でも生育するため、亜高山帯に進出している。霧ヶ峰や礼文島では根絶駆除が行われた。                       |      |
| ハルジオン Erigeron philadelphicus 要注意外来生物                   | 北アメリカ→本土全域                       | キク科ムカシヨモギ属の多年生草本。近縁のヒメジョオンよりかなり遅く、1920年頃に観賞花卉として輸入された。全国に拡大を始めたのは1950年代で、本土全域に定着した。1970年代に除草剤被曝を受けた結果、生き残った除草剤耐性株が席巻している。耕作地や畦道・堤防・道端など、あらゆる土地に適応し、繁殖力が強い。刈り取りや踏み付けなどの物理的負荷にも耐性がある。                               |      |
| ヒメジョオン Erigeron annuus 要注意外来生物                         | 北アメリカ→本土全域                       | キク科ムカシヨモギ属の二年生草本。観賞花卉として幕末の1865年に輸入されたものの、鑑賞目的では普及せずに野生化した。本土全域に定着している。多年生のハルジオンよりも短命ではあるが、種子量が多く、根茎によって群落を形成する。根茎の再生能力は高く、地上部を刈り取ってもやがて根茎から再生する。亜高山帯への進出が目立ち、外来種根絶駆除活動でも対象となっている。                         |      |
| ボタンウキクサ Pistia stratiotes 特定外来生物                       | 南アフリカ→関東以西・沖縄・小笠原         | サトイモ科ボタンウキクサ属の多年生草本。1920年代から観賞花卉として輸入された。戦後も「ウォーターレタス」の英語名でガーデニングやビオトープに導入された。関東以西・小笠原・沖縄に定着している。水面を覆い尽くすと、水中の水草が光合成できずに枯死し、生態系が崩壊する。走出枝から株分けで増えるため、駆除作業中に取りこぼした株から再生することもあり、駆除には手間が掛かる。             |      |
| ホテイアオイ Eichhornia crassipes 要注意外来生物 世界ワースト100    | ブラジル→本州以南・沖縄・伊豆諸島         | ミズアオイ科ホテイアオイ属の多年生草本。明治中期には観賞花卉としてのみならず、家畜飼料としても導入された。「ウォーターヒヤシンス」の別名でガーデニングやビオトープに導入された。伊豆・沖縄を含む本州以南に定着している。ボタンウキクサ同様に水面全体を覆って水中水草を枯らす恐れがある。一年生株もあり、一斉枯死による水質悪化や悪臭を引き起こす。                                       |      |

## 維管束植物以外の植物
緑藻植物門アオサ藻綱イワヅタ目イワヅタ科のイチイヅタ1種が選定された。
| 和名・学名 位置付                             | 出自・原産地→侵入地                   | 被害の現状 | 画像 |
| --------------------------------------------- | ------------------------------------- | --- | ---- |
| イチイヅタ Caulerpa taxifolia 世界ワースト100 | 沖縄以南の太平洋・カリブ海→日本海など | サンゴ礁に自生する海藻。本土には水族館展示・アクアリウムを目的に輸入された。自然界のイチイヅタは問題ないが、ヨーロッパの水族館で紫外線照射を受けた株は突然変異を起こし、耐寒性と毒性を得て「キラー海藻」と通称された。1984年にモナコの水族館から逸出した株は地中海全域に拡散した。草食魚やウニなどの草食動物が忌避するため、生態系が壊滅する。 |      |

## 寄生生物
6種選定。線形動物3種・扁形動物1種・ダニ1種・ウイルス1種。
| 和名・学名 位置付                                                | 出自・原産地→侵入地               | 被害の現状 | 画像 |
| ---------------------------------------------------------------- | --------------------------------- | --- | ---- |
| アライグマ回虫 Baylisascaris procyoni                            | 北アメリカ→ほぼ本土全域           | 線形動物回虫目回虫科。アライグマと同時に侵入した後、1981年にアメリカで発見された。虫卵をヒトが経口摂取すると、幼虫のまま腸壁から循環器を経由して主に脳や神経系を迷走する。幼虫は巨大で全長2mmに達するため、脳細胞や神経細胞のダメージが大きく、アメリカでは3名の死亡例と9名の脳障害が報告されている。アライグマ経由よりもその他の動物経由が危惧される。                                                  |      |
| エキノコックス Echinococcus 感染症法第四類                       | 沿海州・北海道→北海道まれに内地   | 扁形動物円葉目テニア科エキノコックス属の総称。イヌ科肉食獣を最終宿主とする。虫卵をヒトが経口摂取すると、幼虫が腸壁から循環器を経由して主に肝臓に移って病巣を形成する。腹痛・黄疸・結核類似症状などが慢性的に10年前後続く。北海道の風土病だが、宿主ごと内地に転居する恐れがあるので、内地転居の際は飼い犬の防疫は必須とされる。キタキツネと飼い犬の隔離が行われている。愛知県知多半島に定着したとされる。 |      |
| ジャガイモシスト線虫 Globodera rostochiensis 植物防疫法有害生物  | 南アメリカ→北海道・長崎県         | 線形動物葉線虫目ヘテロデラ科の線虫。1972年にペルーから北海道に輸入した肥料に混入していたといわれる。国内有数のジャガイモ産地である北海道と長崎県で確認される。ジャガイモの根・匍匐茎に寄生する。雌は産卵せずに死亡し、死体がタンニン化してシストとなる特徴がある。シストは農薬耐性が高く、シストに守られた受精卵は10年以上生存が可能なため、根絶は非常に難しい。                                         |      |
| ネコ免疫不全ウイルス FIV=feline immunodeficiency virus           | 北アメリカ→全国                   | 猫後天性免疫不全症候群を発症するレトロウイルス。HIVと同じくレンチウイルス属。ネコ科以外に感染・発症することはない。長い潜伏期間やゆっくりした病状の進行によって、気づかないうちに広範囲・長期間にわたって感染者を広げる。特に喧嘩や交尾など外傷を受けた場合は感染しやすい。ペットのイエネコやイリオモテヤマネコ・ツシマヤマネコへの感染拡大が懸念される。                                                |      |
| マツノザイ線虫 Bursaphelenchus xylophilus                        | 北アメリカ→本州以南・沖縄         | 線形動物葉線虫目アフェレンクス科の線虫。1905年に長崎県で侵入が確認された。北海道・青森を除く本土全域や沖縄で定着している。固着木材の流通やマツノマダラカミキリを宿主として伝播する。カミキリ自体が「マツクイムシ」の通称を持つ害虫であり、被害は重篤化する。食害を受けたアカマツ・クロマツの中には松枯れ病（マツ材線虫病）を起こして枯死するものもあり、共生昆虫を阻害する。                             |      |
| ミツバチヘギイタダニ Varroa jacobsoni 家畜伝染病予防法届出伝染病 | 日本を含む東アジア・沿海州→全世界 | 他のワースト100とは逆に、日本が発生源となった肉食ダニで、ミツバチに寄生して吸血し、バロア症に感染させる。吸血すると幼虫は死滅、蛹は羽化時に翅肢の収縮奇形を起こす。ニホンミツバチなどのトウヨウミツバチは抵抗性を持つが、抵抗性のないセイヨウミツバチは感染する。1960年代、日本やロシアでトウヨウミツバチに接触したセイヨウミツバチから伝播し、全世界に被害が拡大した。                                  |      |